# Rio Pirituba
Rio Pirituba är ett vattendrag i Brasilien.   Det ligger i delstaten São Paulo, i den södra delen av landet, 900 km söder om huvudstaden Brasília.
Omgivningarna runt Rio Pirituba är en mosaik av jordbruksmark och naturlig växtlighet. Runt Rio Pirituba är det ganska tätbefolkat, med 75 invånare per kvadratkilometer.